# Edward Hales
Edward Hales, 2e baronnet (1626 - c. 1684) est un homme politique anglais qui siège à la Chambre des communes de 1660 à 1681.

## Biographie
Il est le fils de John Hales et de son épouse Christian Cromer, fille de James Cromer de Tunstall et petit-fils de Edward Hales (1er baronnet) (en). Il est inscrit au Magdalen College, Oxford, le 20 mai 1642, à l'âge de 16 ans. Royaliste dévoué, il risque sa vie pour tenter de sauver Charles Ier de son emprisonnement à Carisbrooke. Son père est décédé en 1652 et il succède à son grand-père comme baronnet en septembre 1654.
En août 1660, il est élu lors d'une élection partielle en tant que député de Maidstone au Parlement de la Convention. Il est élu député de Queenborough en 1661 pour le Parlement cavalier et est réélu pour Queenborough en 1679 pour les deux parlements d'exclusion.
Il est mort en France entre août 1683 et février 1684.
Il épouse Anne Wootton, la plus jeune des quatre filles de Thomas Wotton (2e baron Wotton) de Marlby et son épouse Mary Throckmorton. Son fils unique, Edward Hales (3e baronnet) lui succède comme baronnet.